# 依田英將
依田英將（1986年9月11日—），是一位日本男性播報員，目前於北海道電視台（HTB）服務。身高168公分，血型B型。
長野縣出生，不過在栃木縣野木町長大。

## 來歷
- 經由栃木縣立栃木高等學校，畢業於早稻田大學商學部（市場營銷專攻）。就學時期加入早稻田大學交響樂團，負責演奏小提琴。
- 2009年進入北海道電視台，同期入社的主播還包括同為主播養成室的菊地友弘。
- 2010年在「驚喜土曜日」（ほんわかどようび）節目中連線報導「石狩鮭魚節」的片段，獲選第9屆「ANN主播獎（日语：ANNアナウンサー賞）」優秀獎。

## 人物
- 興趣是鐵道、拉小提琴等。

## 主持節目

### 現在主持節目
- 第一推薦!Morning（日语：イチオシ!モーニング）（2011年3月～）
平日為日報摘要部分主持人
星期六為主持人
- HTB News（日语：HTBニュース）（2009年7月～）
- 第一推薦!（日语：イチオシ!）（負責不定期單元為何調查隊「なんでも調査隊」）
- 第一推薦!Plus（日语：イチオシ!プラス）

### 過去主持節目
- Skip (情報節目)（日语：スキップ (情報番組)）（2009年7月～2010年2月）
- 驚喜土曜日（ほんわかどようび）（2010年4月～2010年12月）

負責以粉紅色為主題的「連線郊遊噢～」（中継おでかけですよ～だ）
- Hanatarenakus（日语：ハナタレナックス）（2010年10月～　不定期）

## 外部連結
- HTBアナウンサーズ・依田英将 （日語）
- ガタゴト日誌 （页面存档备份，存于） - 個人日誌 （日語）